# Asperula tournefortii
Asperula tournefortii là một loài thực vật có hoa trong họ Thiến thảo. Loài này được Sieber ex Spreng. mô tả khoa học đầu tiên năm 1824.